# シニョリン

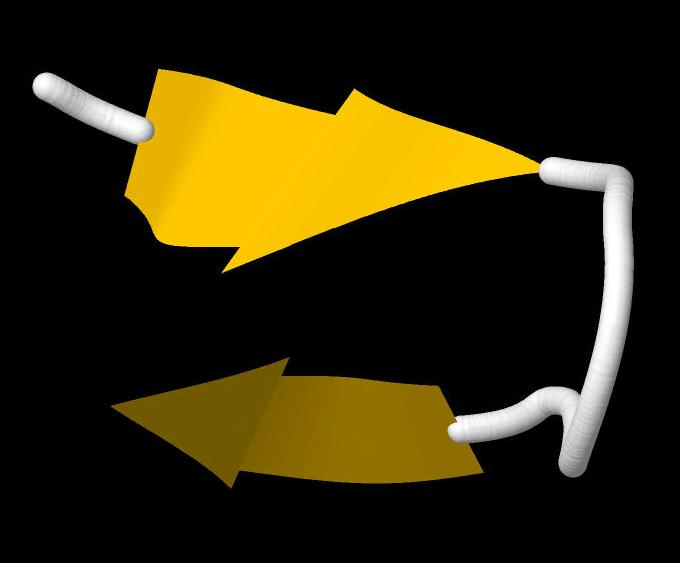
シニョリン立体構造

シニョリン(chignolin)とは、2004年に、産業技術総合研究所が創製した蛋白質。10個のアミノ酸からできている。

## 概要
これまでは、蛋白質が安定した構造になるには最低でも35個のアミノ酸が必要だと考えられていたが、これはわずか10個のアミノ酸から出来た物で、世界最小の蛋白質となっている。
分子量は1104g/mol。

## 構成しているアミノ酸
シニョリンを構成しているアミノ酸を順番に並べた。
- グリシン
- チロシン
- アスパラギン酸
- プロリン
- グルタミン酸
- スレオニン
- グリシン
- スレオニン
- トリプトファン
- グリシン